# Мєловий рудник
Мєловий рудник – колишнє гірничодобувне підприємство на заході Казахстану, яке провадило розробку урано-фосфорито-рідкісноземельного родовища Мєлове. 
Родовище було виявлене в 1952-му і детально розвідане в 1956 – 1957 роках, а вже у 1958-му почалась його розробка. Товщина покрівлі досягала 150 метрів, тому спершу спорудили шахту №1.  
В подальшому перейшли на видобуток відкритим способом. У 1963-му почалось будівництво кар’єру №1, видобуток з якого стартував в 1964-му. В 1967-му кар’єр №1 проектною потужністю 2 млн тон руди на рік офіційно прийняли в експлуатацію.
В 1970-му запустили кар’єр №2, який в подальшому перетворився на кар’єр №2-3. Проектні параметри останнього передбачали досягнення глибини у 170 метрів при річній потужності у 3,9 млн тон руди. За іншими даними, фактична глибина кар’єру №2-3 досягнула 300 метрів.
Запаси урану в Мєловому оцінювались у 65 тисяч тон. Окрім урану та фосфоритів воно також містило великі обсяги рідкісноземельних елементів (скандію, церієвих та ітрієвих лантаноїдів) – до 260 тисяч тон. Крім того, з родовища вилучали пірити, що використовувались для виробництва сульфатної кислоти.
В 1993-му на тлі припинення радянської ядерної програми та краху планової економіки розробка Мєлового припинилась.
Організаційно розробка Мєлового родовища була організована в межах Прикаспійського гірничо-металургійного комбінату.